# Kamičak (Ključ)
Kamičak bosnyák falu Bosznia-Hercegovinában, a Bosznia-hercegovinai Föderáció Una-Szanai kantonjában, Ključ községben.

## Fekvése
Bosznia-Hercegovina nyugati részén, Bihácstól légvonalban 73, közúton 101 km-re keletre, Ključtól légvonalban 14, közúton 19 km-re északra, a Ključról Sanski Mostra menő főút és a Szana-folyó völgye között fekszik. 

## Népessége
| Nemzetiségi csoport | Népesség 1991 | Népesség 2013 |
| ------------------- | ------------- | ------------- |
| Szerb               | 0             | 0             |
| Bosnyák             | 1002          | 896           |
| Horvát              | 2             | 0             |
| Jugoszláv           | 0             | 0             |
| Egyéb               | 1             | 6             |
| Összesen            | 1005          | 902           |

## Története
A határában található „Gradina” lelőhely leleteinek tanúsága szerint Kamičak már az őskorban is lakott volt és a vučedoli kultúra erődített települése állt itt. A vučedoli kultúra indoeurópai régészeti kultúra volt i. e. 3000–2200 között (a rézkorszakban), de vannak kutatók, akik inkább a korai bronzkorszakhoz sorolják. Központja a Szerémségben és a Dráva–Száva közének keleti felén, a Duna jobb partján volt, de kiterjedt a Nyugat-Balkánra is. Névadó települése, Vučedol 6 km-re fekszik a horvátországi Vukovár központjától.
Kamicsák váráról nagyon kevés középkori forrás található, és azok is a késő középkorból valók. Husref Redžić professzor „Középkori várak Bosznia-Hercegovinában” című könyvében ad egy rövid leírást Kamicsák középkori váráról. Redžić professzor kutatásai, valamint a vár alaprajza, a kőfeldolgozás, a falazás módja és a habarcs típusa alapján megállapítható, hogy Kamicsák a középkorban épített erőd volt. A vár a Jajcai bánság védelmi rendszeréhez tartozott, amely Bosznia török kézre kerülése után jött létre. A védelmi rendszer helyzetével és beosztásával, különösen az erődítmény sajátosságaival biztosította lakóinak védelmét az oszmánok nyugat felé történő behatolásával szemben. A még keresztény kézen levő várat utoljára 1495-ben, a török uralom alá kerülése előtt említik. Ezután 1694-ben bukkan fel újra a korabeli forrásokban, mint a Ključi kapitánysághoz tartozó török erődöt. A kapitányság a Klisszai szandzsák két kerületét foglalta magában, nevezetesen Ključot és Jezerót, az azonos nevű Kamičak és Jezero várakkal, és a Kamengradi, Džisri-Sanskai, Petrovaci és Jajcai kapitányságokkal volt határos. Kamicsák középkori váráról ezután csak a 18. századtól van forrás, amikor helyőrsége volt, Még 1824-ig találunk róla írásos adatokat, de még 1833 előtt elhagyták.
A falu már a középkorban is lakott volt, mely korszakból temetőjének maradványa is megtalálható, benne több középkori sírkővel. Ilyen sírkövek a 12. század második feléből származnak, de csak a 14-15. században terjedtek el Bosznia-Hercegovina, Szerbia, Horvátország és Montenegró területén.
Kamičak 1878-ig tartozott az Oszmán Birodalomhoz, majd az Osztrák-Magyar Monarchia része lett. 1879-ben az első osztrák-magyar népszámlálás során a faluban 52 házat és 313 muszlim lakost számláltak. 1910-ben a településen 74 házat és 428 muszlim lakost találtak. A monarchia szétesésével 1918-ben előbb a Szerb-Horvát-Szlovén Királyság, majd 1929-től a Jugoszláv Királyság része. 1921-ben 71 házat és 376 lakost számláltak itt. 1945-től a település a szocialista Jugoszlávia része volt.
A boszniai háború idején település 1995 szeptemberéig a szerb félkatonai egységek uralma alatt állt, amikor a Bosznia-Hercegovinai Hadsereg, a Horvát Védelmi Tanács (HVO) és a Horvát Hadsereg (HV) által vezetett közös akciók során visszafoglalták. 2013-ban 902 lakosának 99%-a muszlim volt. 

## Nevezetességei
Gradina
Gradina őskori erődített település maradványai egy földnyelv végében, egy ovális platón találhatók, melynek hosszúsága mintegy 45 méter. A platót három oldalról meredek hegyoldalak védik, míg a nyugati oldalon a hegy felé egy természetes mélyedéssel volt védve, amelyet mesterségesen is tovább lehetett mélyíteni. A kultúrréteg a humuszos talajrész kivételével hiányzott. Korát a szakemberek a késő neolítikum időszakára, a vučedoli kultúra idejére tették.
Középkori temető
Késő középkori temető maradványai 4 db, máig fennmaradt stećak sírkővel.
Vár
Kamicsák középkori és török kori várának tekintélyes romjai a Szana bal partján. A vár alaprajza alapvetően szabálytalan négyszög volt, melynek oldalai mintegy 20 méter hosszúságúak voltak, de egyik oldala olyan rövid volt, hogy a vár csaknem háromszög alaprajzot képez. A vár külső (részben megsemmisült) védőfalait a nyugati sarokban 15 méter magas torony erősítette. A délnyugati falak mintegy 12 méteres magasságban állnak. A Szana felőli oldalon egy 15x20 méteres terjedelmű várudvar volt kialakítva. A vár a településen egy enyhe magaslaton található, viszonylag sík területtel körülvéve, a Szana folyó bal partján. Ma a vár nagy részét benőtte a sűrű növényzet, és a várba való bejutás is nagyon nehézkes. A vár egy szelíd dombon található, viszonylag sík területtel körülvéve. A vár közvetlen közelében lakóépületek, termőföldek találhatók. A település utolsó lakóépületétől a vár mindössze 20 méterre található. Kamicsák középkori vára északkelet-délnyugati irányban húzódik. A vár bejárata a délkeleti falon található. A vár fő épülete a délnyugati oldalon egy hatalmas torony volt, a délkeleti oldalon pedig egy istálló volt. A torony a vár hosszúkás, szabálytalan formájához képest kiemelkedik. Kör alaprajzú, a falak vastagsága az alsó részén kb. 2,5-3,2 m, ami a teteje felé szűkül. A torony falai kb. 8,0 m magasságig, a bekerítés falai kb 7 méter magasságig állnak. A torony és az istálló falai zúzott kőből épültek, kötőanyagként mészhabarcsot használtak. A tető sátorszerű volt, és zsindely borította.
Thallóczy Lajos „Deli” álnéven írt Bácsy Jakab című regényében így írja le a várat: „Kamicsák vára a mostani Boszniának abban a részében fekszik, mely régen Horvátországhoz tartozott. A podovi mély völgy közepén egy domb emelkedik, melyre a várat építék régi urai, a hajdan híres Utjesenovicsok. A vár alatt folyik a szeszélyes Szana folyó, mely a szomszédos magas hegységen áttörve, a Száva síkja felé siet. Itt még csak megbirkózik vele az ember, a hegyes vidéken nagy ritkán rendetlenkedik, de a mint a síkot s mintha fiatal legény volna, néha mérföldnyi területen is elkalandozik. Maga a vár négyszögletet képez, sarkain egy-egy bástyatorony, a vár közepén pedig magas őrtorony uralkodik a vidéken. Aljában épült a nagy udvarház, kőből természetesen. Török birtokosai meghagyták a régi házat, csak átidomították a magok kényelmére. Az első emeleten van a nagy pamlagos, szőnyegborította nappali szoba, melyben az úr fogadja vendégét, tárgyal főcselédeivel, ebédel, hál s ha nagyon ki akar tenni magáért, rágyújt illatos dohányára. Mert akkoron még nem járta a nagy pipázás, kávét meg nem ittak még, csak nagy ritkaságképen dicsekedett valamely Arabisztánt megjárt igazhivő a fekete levessel. A nappali mellett oldalt két-két vendégszoba állott. A földszinten lakott a cselédség, egy kis istállóban pedig folyton felszerszámozva állott a paripa. Az istálló mellett egy kis odúban vala nyugovóhelye a várőrség napos tisztjének. Az udvarház hátsó falához épült az asszonyház, fenn a hárem, alul az asszonycselédek szobái. Köröskörül kert övedzé a lakot, bazsilikom, szegfű, jázmin s orgonavirágbokrok illatával töltvén be a ház környékét. A kert végében kis mecset állott, karcsú münarettel, mellette piczi kőház, szegény félszemű hodzsának (pap) a laka, a kiről csak gúnyolódva emlékeztek a várban, mert mindig ugyanazt a mondást idézte a koránból s azt sem tudta jól. A négy bástya fokán két-két mozsár állott s mindegyik alatt tíz fegyveresre berendezett üreg szolgált kaszárnyakép. A főtiszt, a dizdár-aga az őrtorony aljában lakott, egy mogorva, de hű prizreni albán, a ki soha se szólt többet két szónál.”
Mecset
A Kamičak településen található első mecset valószínűleg a középkori erődben volt, ahol a katonai személyzet egy részben a mecset számára kialakított teret hozott létre, hogy ott imádkozhassanak. Írásos adatok szerint Kamičak első mecsete 1679-ben épült. Az 1895-ös népszámlálás és az egyházi épületek adatai szerint Kamicakban egy mecset és két iszlám iskola volt. Az első világháborúban az első mecset elpusztult, majd ezután megújult. A mecsetet ugyanazon a helyen építették és újították fel. A mecsetek kőből készültek, a minaretek fából voltak. A boszniai háború idején közvetlenül a szerb agresszió előtt a mecsetet bővítették és felújították. Vasbeton minaret épült. A Bosznia-Hercegovinai Köztársaság elleni szerb agresszió során az agresszorok lerombolták a minaretet, kifosztották és lerombolták a mecsetet, és az imám házát.